# 59 a.C.

## Eventos
- Júlio César e Marco Calpúrnio Bíbulo, cônsules romanos. Os dois, que eram adversários políticos, se desentenderam durante o consulado, o que levou Bíbulo a praticamente abandonar seu mandato.
- No final do ano, César é nomeado governador da Gália Cisalpina e Ilírico (e, mais tarde, a Gália Transalpina), um total de 4 legiões romanas.

## Nascimentos
- Tito Lívio, historiador romano